# Don Diablo
Don Pepijn Schipper, més conegut com a Don Diablo, és un Dj productor i compositor holandès de música electrònica, que pot combinar varis estils musicals: "Rock", "Electro", "Breaks", "Hip Hop". Actualment resideix a Londres. Ocupa la posició 7 a la Top 100 Dj Mag, el qual ha sigut l'ascens més gran de tot l'any. Té la seva pròpia discogràfica, anomenada HEXAGON, amb una radio amb aquest nom.

## Biografia
Don Diablo sempre ha tingut interès en la musica i el cinema.També va realitzar curtmetratges que varen ser emesos per la cadena de televisió The Box. Don Diablo també sol produir bandes sonores per a les pel·lícules.
Després de signar el seu primer contracte discogràfic a l'edat de quinze anys, Don Diablo ha tingut l'oportunitat de créixer com a productor hi ha la vegada com a artitsta. La seva música és una barreja d'estils musicals que van des de l'electro al dubstep passant pel downtempo al drum & bass. A finals de 2005, Don Diablo va fundar el seu propi segell discogràfic, Sellout Sessions, i va començar a perfeccionar el seu so propi i elevar el seu perfil al seu país natal, els Països Baixos.
Don Diablo va aconseguir completar els seus estudis i aconseguir un títol de llicenciatura en periodisme. A més de la seva carrera com a artista, Don Diablo També ha produït per a altres artistes.

## Discografia
1997: First DJ on the Moon EP
1997: Floating Into Hyperspace EP
1997: The Return
1998: After Midnight
1998: Batteries Not Included
1998: Entering The Twilight Zone EPz
1998: Is Anybody Out There?
1998: Science Fiction
1998: The Arrival
1998: The Beginning
1999: Space Station Docking
2001: Crowd Pleaser
2001: Endless Voyage
2001: On My Own
2001: Take Off
2002: Cloud Nr. 9
2002: Is Anybody Out There
2002: Xarxa Planet
2003: Amplified Heart
2003: Anarchy
2003: Cockroaches
2003: Control (amb Klitzing)
2003: Shock!
2003: The Next Life
2003: Useless
2004: Fade Away (Round & Round) (Pt. 1 & 2)
2005: Blow (amb The Beatkidz)
2005: Wet Smoke
2006: Easy Lover (presents Divided)
2006: I Need to Know
2006: Rock Music
2006: Who 's Your Daddy
2007: Stand up
2007: Pain is Temporary, Pride is Forever
2007: This Way (Too Many Times)
2007: Give It Up (vs. Public Enemy)
2008: I am not from France
2008: Music Is My Life
2008: We'll Dance (Moke vs Don Diable)
2008: Audio Endlessly (feat. Viva City)
2009: Hooligans (amb Example)
2009: Disc Disc Disc
2009: To cool for school
2010: Monster EP (amb Sidney Samson) [Sellout Sessions]
2010: Make You Pop (amb Diplo) [Mad Decent]
2010: Who 's your Daddy U.K. version
2010: Animale (amb Dragonette) [Sellout Sessions]
2011: Mezelluf (amb Noisia)
2012: The Golden Years
2012: Silent Shadows
2012: Lights Out Hit (amb Angela Hunte)
2012: The Artist inside (amb JP Cooper)
2012: M1 Stinger (amb Noonie Bao)
2013: Give it All (amb Alex Clare & Kelis) [Protocol Recordings]
2013: Starlight (Could You Be Mine) (amb Matt Nash i Noonie Bao) [Axtone Records]
2013: Prototype (amb CID) [Protocol Recordings]
2013: Edge Of The Earth
2013: Origins
2013: Got Em Thinkin (amb CID)
2014: Black Mask
2014: Knight Time
2014: Anytime
2014: Back In Time
2014: Back To Life
2014: Generations
2014: King Cobra (Tomorrowland Edit) (amb Yves V) [Smash The House]
2015: Chain Reaction (Domino) (amb Kris Kiss)
2015: La meva Window (amb Maluca)
2015: Universe (amb Emeni) [Spinnin 'Deep]
2015: On My Mind
2015: Chemicals (al costat de Tiësto amb Thomas Troelsen) [Musical Freedom]
2015: Got The Love (amb Khrebto) [Spinnin 'Records]
2015: I'll House You (Amb Jungle Brothers) [Spinnin 'Records / HEXAGON]
2016: "Tonight" [Spinnin 'Records / HEXAGON]
2016: "Silence" (amb Dave Thomas Jr.) [Spinin 'Records / HEXAGON]
2016: "Drifter" (amb DYU) [Spinin 'Records / HEXAGON]
2016: "What We Started" (amb Steve Aoki i Lush & Simon) [Spinnin 'Records / HEXAGON]
2016: "Cutting Shapes" [Spinnin 'Records / HEXAGON]
2017: "Switch" [Spinnin 'Records / HEXAGON]
2017: "Children of a Miracle" (amb Marnik) [Spinnin 'Records / HEXAGON]
Remixes [editar codi · modifica